# Nový hrad (okres Šumperk)
Nový hrad u Hanušovic (též Furchtenberg) je rozsáhlá zřícenina hradu vzniklého na přelomu 13. a 14. století. Nachází se poblíž Lužné v okrese Šumperk. Od roku 1964 je chráněn jako kulturní památka ČR.
Mezi roky 1420 a 1437 byl vlastnictvím krále Zikmunda a během husitských válek byl pevností Zikmundových vojsk. Poté byl často zastavován a střídal majitele. Posledním majitelem byl Jiří Tunkl z Brníčka. Ke konci 15. století byl během česko-uherských válek dobyt a zničen (během tažení Matyáše Korvína na Moravu). Od té doby je uváděn jako pustý. Současnou majitelkou je Karla Mornstein-Zierotinová. Hrad není veřejnosti přístupný, protože hrozí nebezpečí úrazu (není zde však žádný plot). Nový hrad byl plošně největším hradním areálem na severní Moravě a jedním z největších českých hradů vůbec. Jeho celková opevněná plocha činí 1,5 ha v půdorysu trojúhelníka. Dodnes se dochovaly torza čtyř bran a po čtyřech baštách z dolního i horního hradu.

## Historie
Počátky hradu souvisí se zakladatelským úsilím moravských markrabí. Hrad měl mít strážní funkci. Měl zřejmě chránit město Šumperk. Založit ho ovšem mohl i olomoucký biskup. Hrad zřejmě vznikl ve druhé polovině 13. století (či na přelomu 13. a 14. století). Nevelký hrad zpočátku zabíral plochu o velikosti 50 × 21 metrů. Jeho věž však byla nezvykle mohutná s velmi silnou zdí o tloušťce 5 metrů a celkovém průměru 12 metrů.
První písemná zmínka o hradu pojmenovaném původně Furchtenberk pochází z roku 1374, kdy se tu jako purkrabí připomíná bývalý zemský písař Jan Václav z Mladějova. Tehdy měli hrad v zástavě páni z Lipé. K panství hradu prý příslušely vsi Kopřivná, Lužná a Osikov. Zdá se, že v tuto dobu byl hrad přestavěn a jádro bylo zpevněno novými hradbami s hranolovými věžemi a baštami.
Až do roku 1405 na hradě působili markraběcí purkrabí. V tomto roce markrabě Jošt hrad zastavil za 3000 kop grošů Heraltu z Kunštátu. Později se zástavní majitelé rychle střídali. Král Zikmund nařídil později hrad ze zástavy vyplatit, a tento byl spravován přímo královskou komorou. Byl pak součástí novohradsko-šumperského panství. V této době byl hrad rozšířen. Roku 1437 obdržel hrad do zástavy spolu Bludovem a Šumperkem Beneš z Valdštejna. Ten hrad přenechal svému nevlastnímu bratru Bernardu z Cimburka, který se proslavil ve službách řádu německých rytířů. I za tohoto vlastníka byl hrad rozšířen. Roku 1455 Bernard hrad postoupil spolu se Šumperkem svému tchánovi Janu Tunklovi z Brníčka, a ten ho přenechal zřejmě Pročkovi z Kunštátu. Později se hrad opět dostal do majetku Tunklů.
Hrad byl někdy kolem roku 1470 dobyt vojsky Matyáše Korvína. Později byl pobořen, aby se na něm nemohli ukrývat nekalé živly. Tehdy byla do vzduchu zřejmě vyhozena i věž, z níž se zachovaly dodnes mohutné střepy zdiva. Roku 1496 se měl hrad dostat do zástavy pánům ze Žerotína. Ještě v 16. století se dvakrát hrad připomíná, aniž by byl uváděn jako pustý.

## Stavební vývoj
Původní hrad byl tvořen věží, poměrně malým dvorkem a srubovou anebo zděnou stavbou paláce. Výška věže se odhaduje na 40 metrů. Palác byl jednoduchou, zřejmě dvoupatrovou budovou s pavlačí, oddělenou od věže malým nádvořím. V sedmdesátých až osmdesátých letech 14. století bylo vnější opevnění (snad val a příkop) nahrazeno hradbami s věžemi na severu, na západě a na východě. Vznikl tak druhý hradební okruh. Po roce 1420 byly další palisády nahrazeny kamennými hradbami, a vznikl tak třetí hradební okruh. Za Bernarda z Cimburku byl vybudován směrem na západ dlouhý koridor ukončený baštou – čtvrtý hradební okruh asi 250 metrů dlouhý a 10 až 50 metrů široký a opatřený baštami. Koridor byl uvnitř dále členěn čtyřmi palisádou osazenými valy, které měly v případě prolomení hradby zastavit nápor nepřítele. Na rozdíl od předchozích hradebních okruhů nebyly zdi tohoto okruh příliš kvalitní. V rámci čtvrtého pevnostního okruhu se nacházely provozní budovy a u třetí brány stáje. Hrad byl od šíje oddělen příkopem.